# Elie Saab
Elie Saab (anche conosciuto semplicemente come 'ES') (Beirut, 4 luglio 1964) è uno stilista libanese.

## Biografia
Nel 1982, a meno di 20 anni, lanciò il suo marchio di moda, che aveva base a Beirut. Il suo atelier principale, dedicato alla haute couture, è ancora  a Beirut in Libano,  paese al quale rimane profondamente attaccato. Ha anche un atelier  a Milano. Le sue creazioni, sia di alta moda che di prêt-à-porter, si possono trovare in tutto il mondo: da Parigi, in via Charron 47, a New York, Londra, Mosca, Melbourne, Dubai.
Elie Saab, citato nelle più qualificate riviste del settore, come ad esempio Vogue, quale uno degli stilisti più interessanti, è, secondo la stampa, lo stilista che vende più haute couture nel mondo. Tra le sue clienti anche la regina Rania di Giordania, e Halle Berry, che, dopo aver vinto nel 2002 l'Oscar come migliore attrice,  nel 2003 presenziò alla cerimonia per "cedere" il premio alla nuova vincitrice indossando un suo abito.